# Victor Ponta
Victor Viorel Ponta (født 20. september 1972 i Bukarest, Rumænien) er en rumænsk politiker, han var premierminister mellem 7. maj 2012 og til hans tilbagetrædelse den 5. november 2015.
Han er leder af det socialdemokratiske parti siden 2010 og tilhører venstrealliancen Socialliberal Union.
Han er indædt modstander af siddende Præsident Traian Băsescu, som udpegede ham til premierminister i og med, at han repræsenterede flertallet i parlamentet. Der er i flere sammenhænge rejst tvivl om Pontas CV og hans akademiske færdigheder, hvorefter grader blev fjernet fra hans officielle CV. Desuden er han i sin doktorafhandling anklaget for plagiat.